# Émile Andrieu
Émile Charles Modeste Andrieu (ur. 27 grudnia 1937 w Saint-Gilles – zm. 3 maja 1955 tamże) – belgijski piłkarz grający na pozycji obrońcy. Był reprezentantem Belgii.

## Kariera klubowa
Całą swoją karierę piłkarską Andrieu spędził w klubie Racing Club z Brukseli. Zadebiutował w nim w 1900 roku i grał w nim do 1913 roku. Z Racingiem czterokrotnie wywalczył mistrzostwo Belgii w sezonach 1900/1901, 1901/1902, 1902/1903 i 1907/1908 oraz dwa wicemistrzostwa Belgii w sezonach 1904/1905 i 1906/1907. Zdobył też Puchar Belgii w sezonie 1911/1912.

## Kariera reprezentacyjna
W reprezentacji Belgii Andrieu zadebiutował 30 kwietnia 1905 w przegranym 1:4 towarzyskim meczu z Holandią, rozegranym w Antwerpii. Od 1905 do 1913 rozegrał w kadrze narodowej 18 meczów.